# 도라에몽의 영화 작품
도라에몽 영화 작품에서는 후지코 F. 후지오의 만화 《도라에몽》의 애니메이션 영화 작품에 대해 다룬다.

## 개요 및 특색
1980년부터 도호 사에서 배급하며, 매 해 3월에 일본에서 개봉된다. 해외에도 수출되고 있다.
1980년 개봉의 《도라에몽 노비타의 공룡》부터 1997년 개봉의 《도라에몽 노비타의 태엽도시 모험기》까지는 후지코 F. 후지오에 의해 그려진 〈대장편 도라에몽〉의 제1작 《노비타의 공룡》부터 제17작 《도라에몽 노비타의 태엽도시 모험기》를 원작으로 했다. 그러나 1988년 개봉의 《도라에몽 노비타의 페러렐 서유기》는 당시 저자가 입원 중이였기 때문에 대장편 도라에몽으로는 집필되지 않았다. 그리고 1996년 저자가 사망함에 따라 1998년 개봉의 《도라에몽 노비타의 남해대모험》 이후의 작품들은 후지코 프로의 스태프가 영화를 원작으로 한 만화를 집필하고 있다.
캐릭터 디자인이나 미술 설정은 각 작품마다 설정이 제기되어(리메이크 작품 제외) 단편인 동시상영작에서는 도라미나 더☆도라에몽즈가 주인공이 되고 후지코의 다른 캐릭터와 같이 나오는 경우도 있다.
예년 수백만 명의 관객 동원과 수십억 엔대의 배급 수익을 유지하고 있어 일본 영화가 저조한 시즌에도 상위를 차지하는 대히트 시리즈다.
2013년 개봉된 《극장판 도라에몽: 진구의 비밀도구 박물관》에서 방화 사상 최초로 시리즈 누계 동원 1억 명을 돌파했으며 애니메이션 제2작2기 시리즈로써는 역대 최고 흥행인 39억 8000만 엔을 기록하였다. 그러나 2016년 개봉된 《극장판 도라에몽: 신 진구의 버스 오브 재팬》이 애니메이션 제2작2기의 최고 기록이었던 39억 8000만 엔을 뛰어넘어 41억 2000만 엔을 흥행하였다.

### 성우진의 교체
2005년 3월 18일(25일)에 26년 동안 주연을 담당했던 성우진이 교체되었다. 1980년부터 2004년까지 매년 3월에 대장편 도라에몽의 영화 작품이 상영되고 있었지만 교대로 인해 2005년에는 영화가 개봉되지 않았으며 도라에몽 영화 역사상 유일하게 영화가 개봉하지 않은 해가 되었다.
오오야마 노부요 등 성우진의 영화 작품은 2004년에 개봉한 제25작 《극장판 도라에몽: 진구의 시공여행》이 최후가 되었고 2006년에 개봉한 제26작 《극장판 도라에몽: 진구의 공룡대탐험》이 미즈타 와사비 등 성우진의 최초의 영화 작품이다.
이에 따라 2005년을 경계로 오오야마 노부요 도라에몽에 의한 제1진 성우진 영화(노비타의 공룡 ~ 진구의 시공여행) 시리즈를 제1기, 미즈타 와사비 도라에몽에 의한 제2진 성우진 영화(진구의 공룡대탐험 ~ 현재)를 제2기로 구분한다. DVD 판매 등의 매체에서는 제목을 파란색(제1진)과 빨간색(제2진)으로 구분하여 표기하고 있다.
구작에서는 동시 상영 작품이 1~2개 방영되었지만 성우진의 교체 이후에는 동시 상영 작품은 현재까지도 방영되지 않고 있다.

## 극장판 목록
극장판 도라에몽은 도호 사에 의해 배급되며 우주소전쟁 이후에는 TOHO 시네마즈 일극(일극 2 ← 일극도호)을 체인 마스터한 도호 방화계 극장에서 매년 일본 봄방학 시즌인 3월(대체로 1~3주째)에 공개된다. 체인계 극장에서는 4월 중순 금요일에 종영되고 다음날인 토요일부터 같은 제작사 · 배급 계열의 극장판 크레용 신짱으로 바뀌는 패턴이 많다. 일부 극장(주로 영화관 및 지방부의 단관 계열 극장 · 순회 상영)에서는 종영 날짜를 연장하거나 상영 개시일을 지연 관계로 5월 이후에도 상영하는 경우도 있다. 또한 청각 장애인을 위한 일본어 자막판의 상영 극장과 시간을 지정 후 진행되며 DVD 소프트 버전의 일본어 자막 수록에도 활용되고 있다.

### 표를 읽는 방법
- 오오야마 성우진 판을 1기, 미즈타 성우진 판을 2기로 구분한다.
- # 항목은 작품의 화수를 나타낸다.
- ★ 표시는 배급 수익, 첨부된 것이 없는 것은 흥행 수익을 의미한다.

### 대장편

#### 1기
코로코로 코믹 본지에서 연재하는 것과는 별도로, 영화용 원작으로 집필된 《대장편 도라에몽》을 바탕으로 한 것이다(리메이크 작품 제외).
| #  | 기수 | 제목                     | 감독            | 각본                             | 개봉일          | 수익(엔)     | 누적 관객 수(명) | 동시 상영작                                                                                 |
| -- | ---- | ------------------------ | --------------- | -------------------------------- | --------------- | ------------ | ---------------- | ------------------------------------------------------------------------------------------- |
| 1  | 1-01 | 노비타의 공룡            | 후쿠토미 히로시 | 후지코 F. 후지오 마쓰오카 세이지 | 1980년 3월 15일 | ★15억 6000만 | 320만            | - 모스라 대 고질라                                                                          |
| 2  | 1-02 | 노비타의 우주개척사      | 니시마키 히데오 | 후지코 F. 후지오                 | 1981년 3월 14일 | ★17억 4000만 | 360만            | - 괴물 군 괴물 랜드로의 초대                                                                |
| 3  | 1-03 | 노비타의 대마경          | 니시마키 히데오 | 후지코 F. 후지오                 | 1982년 3월 13일 | ★12억 1000만 | 250만            | - 괴물 군 데모의 검 - 닌자 핫토리 군 닌닌 인법 그림 일기의 권                               |
| 4  | 1-04 | 노비타의 해저귀암성      | 시바야마 쓰토무 | 후지코 F. 후지오                 | 1983년 3월 12일 | ★10억        | 210만            | - 닌자 핫토리 군 닌닌 고향 대작전의 권 - 파만 버드맨이 왔다!!                               |
| 5  | 1-05 | 노비타의 마계대모험      | 시바야마 쓰토무 | 후지코 F. 후지오                 | 1984년 3월 17일 | ★16억 3000만 | 330만            | - 닌자 핫토리 군+파만 초능력 전쟁                                                           |
| 6  | 1-06 | 노비타의 우주소전쟁      | 시바야마 쓰토무 | 후지코 F. 후지오                 | 1985년 3월 16일 | ★11억 8000만 | 240만            | - 닌자 핫토리 군+파만 닌자 괴수 짓포우 VS 미라클 타마고                                     |
| 7  | 1-07 | 노비타와 철인병단        | 시바야마 쓰토무 | 후지코 F. 후지오                 | 1986년 3월 15일 | ★12억 5000만 | 260만            | - 오바케의 Q 타로 날아라! 바케바케 대작전 - 프로 골퍼 사루 슈퍼 GOLF 월드로의 도전!!        |
| 8  | 1-08 | 노비타와 용의기사        | 시바야마 쓰토무 | 후지코 F. 후지오                 | 1987년 3월 14일 | ★15억        | 310만            | - 프로 골퍼 원숭이 고카 비경! 그림자의 인법 골퍼 참상! - 오바케의 Q 타로 진행! 1/100 대작전 |
| 9  | 1-09 | 노비타의 페러렐 서유기   | 시바야마 쓰토무 | 모토 히라료                      | 1988년 3월 12일 | ★13억 6000만 | 280만            | - 에스퍼 마미 밤하늘의 댄싱 돌 - 울트라 B 블랙홀의 독재자 B · B!!                           |
| 10 | 1-10 | 노비타의 일본탄생        | 시바야마 쓰토무 | 후지코 F. 후지오                 | 1989년 3월 11일 | ★20억 2000만 | 420만            | - 도라미짱 미니도라 SOS!!!                                                                  |
| 11 | 1-11 | 노비타와 애니멀 혹성     | 시바야마 쓰토무 | 후지코 F. 후지오                 | 1990년 3월 10일 | ★19억        | 380만            | - 침푸이 에리사마 활동 대사진                                                               |
| 12 | 1-12 | 노비타의 도라비안 나이트 | 시바야마 쓰토무 | 후지코 F. 후지오                 | 1991년 3월 9일  | ★17억 9000만 | 360만            | - 도라미짱 아라라♥소년산적단!                                                               |
| 13 | 1-13 | 노비타와 구름의 왕국     | 시바야마 쓰토무 | 후지코 F. 후지오                 | 1992년 3월 7일  | ★16억 7000만 | 340만            | - 21에몽 우주 가라! 맨발의 프린세스 - 두근두근 솔러 쿠루마니용                              |
| 14 | 1-14 | 노비타와 브리키의 미궁   | 시바야마 쓰토무 | 후지코 F. 후지오                 | 1993년 3월 6일  | ★16억 3000만 | 270만            | - 도라미짱 헬로 공룡 키즈!! - 태양은 친구 힘내라! 소라에몽호                                |
| 15 | 1-15 | 노비타와 몽환삼검사      | 시바야마 쓰토무 | 후지코 F. 후지오                 | 1994년 3월 12일 | ★13억 3000만 | 270만            | - 도라미짱 푸른 밀짚 모자 - 우메보시 덴카 우주의 끝에서 판파로판!                           |
| 16 | 1-16 | 진구의 천지창조          | 시바야마 쓰토무 | 후지코 F. 후지오                 | 1995년 3월 4일  | ★12억 8000만 | 260만            | - 2112년 도라에몽 탄생                                                                      |
| 17 | 1-17 | 노비타와 은하초특급      | 시바야마 쓰토무 | 후지코 F. 후지오                 | 1996년 3월 2일  | ★16억 5000만 | 310만            | - 도라미&도라에몽즈 로봇 학교 불가사의!?                                                    |
| 18 | 1-18 | 노비타의 태엽도시 모험기 | 시바야마 쓰토무 | 후지코 F. 후지오                 | 1997년 3월 8일  | ★19억 5000만 | 390만            | - 더☆도라에몽즈 괴도 도라팡 수수께끼의 도전장!                                              |
| 19 | 1-19 | 노비타의 남해대모험      | 시바야마 쓰토무 | 기시마 노부아키                  | 1998년 3월 7일  | ★21억        | 400만            | - 더☆도라에몽즈 무시무시 뿅뿅 대작전! - 돌아온 도라에몽                                     |
| 20 | 1-20 | 진구의 우주표류기        | 시바야마 쓰토무 | 기시마 노부아키                  | 1999년 3월 6일  | ★20억        | 395만            | - 더☆도라에몽즈 이상한 과자한 오카시나나? - 극장판 도라에몽: 진구의 결혼전야                |
| 21 | 1-21 | 진구의 태양왕전설        | 시바야마 쓰토무 | 기시마 노부아키                  | 2000년 3월 11일 | 30억 5000만  | 295만            | - 더☆도라에몽즈 두근두근 기관차 대폭주! - 할머니의 추억                                     |
| 22 | 1-22 | 진구와 날개의 용자들     | 시바야마 쓰토무 | 기시마 노부아키                  | 2001년 3월 10일 | 30억 5000만  | 284만            | - 힘내라! 자이언!! - 도라미&도라에몽즈 우주랜드 위기일발!                                   |
| 23 | 1-23 | 진구와 로봇왕국          | 시바야마 쓰토무 | 기시마 노부아키                  | 2002년 3월 9일  | 23억 1000만  | 214만            | - 더☆도라에몽즈 골!골!골!! - 내가 태어난 날                                                 |
| 24 | 1-24 | 진구와 바람의 마을       | 시바야마 쓰토무 | 기시마 노부아키                  | 2003년 3월 8일  | 25억 4000만  | 236만            | - Pa-Pa-Pa 더★무비 파만                                                                     |
| 25 | 1-25 | 진구의 시공여행          | 시바야마 쓰토무 | 기시마 노부아키                  | 2004년 3월 6일  | 30억 5000만  | 283만            | - Pa-Pa-Pa 더★무비 파만 타코DE폰! 아시HA폰! - 도라에몽 기념 25                              |

#### 2기
| #  | 기수 | 제목                                      | 감독              | 각본                        | 개봉일                | 수익(엔)    | 누적 관객 수(명) | 비고 |
| -- | ---- | ----------------------------------------- | ----------------- | --------------------------- | --------------------- | ----------- | ---------------- | --- |
| 26 | 2-01 | 진구의 공룡대탐험                         | 와타나베 아유무   | 와타나베 아유무 구스바 고조 | 2006년 3월 4일        | 32억 8000만 | 300만            | 제1작 《노비타의 공룡》의 리메이크작                                                                           |
| 27 | 2-02 | 진구의 마계대모험 ~7인의 마법사~          | 데라모토 유키요   | 신보 유이치                 | 2007년 3월 10일       | 35억 4000만 | 326만            | 제5작 《노비타의 마계대모험》의 리메이크작                                                                     |
| 28 | 2-03 | 진구와 초록거인전                         | 와타나베 아유무   | 오오노기 히로시             | 2008년 3월 8일        | 33억 7000만 | 313만            | 오오야마판 장편 도라에몽 《사라바 키보》를 바탕으로 한 오리지널 작품                                           |
| 29 | 2-04 | 신 진구의 우주개척사                      | 고시 시게오       | 신보 유이치                 | 2009년 3월 7일        | 24억 5000만 | 230만            | 제2작 《노비타의 우주개척사》의 리메이크작                                                                     |
| 30 | 2-05 | 진구의 인어대해전                         | 구스바 고조       | 신보 유이치                 | 2010년 3월 6일        | 31억 6000만 | 296만            | 오리지널 작품                                                                                                  |
| 31 | 2-06 | 진구와 철인군단 ~날아라 천사들~           | 데라모토 유키요   | 시미즈 히가시               | 2011년 3월 5일        | 24억 6000만 |                  | 제7작 《노비타와 철인병단》의 리메이크작                                                                       |
| 32 | 2-07 | 진구와 기적의 섬 ~애니멀 어드벤처~        | 구스바 고조       | 시미즈 히가시               | 2012년 3월 3일        | 36억 2000만 | 331만            | 오리지널 작품                                                                                                  |
| 33 | 2-08 | 진구의 비밀도구 박물관                    | 데라모토 유키요   | 시미즈 히가시               | 2013년 3월 9일        | 39억 8000만 | 365만            | 오리지널 작품                                                                                                  |
| 34 | 2-09 | 진구의 아프리카 모험: 베코와 5인의 탐험대 | 야쿠와 신노스케   | 시미즈 히가시               | 2014년 3월 8일        | 35억 8000만 |                  | 제3작 《노비타의 대마경》의 리메이크작                                                                         |
| 35 | 2-10 | 진구의 우주영웅기 ~스페이스 히어로즈~     | 오오스기 요시히로 | 시미즈 히가시               | 2015년 3월 7일        | 39억 3000만 | 346만 5800       | 오리지널 작품                                                                                                  |
| 36 | 2-11 | 신 진구의 버스 오브 재팬                  | 야쿠와 신노스케   | 야쿠와 신노스케             | 2016년 3월 5일        | 41억 2000만 |                  | 제10작 《노비타의 일본탄생》의 리메이크작                                                                      |
| 37 | 2-12 | 진구의 남극 꽁꽁 대모험                   | 다카하시 아쓰시   | 다카하시 아쓰시             | 2017년 3월 4일        | 44억 3000만 |                  | 텐토우무시코믹스 《도라에몽》 18권에 수록된 〈대빙산의 작은 집〉(大氷山の小さな家)을 바탕으로 한 오리지널 작품 |
| 38 | 2-13 | 진구의 보물섬                             | 이마이 가즈아키   | 가와무라 겐기               | 2018년 3월 3일        |             |                  | 아동 소설 〈보물섬〉을 바탕으로 한 오리지널 작품                                                               |
| 39 | 2-14 | 진구의 달 탐사기                          | 야쿠와 신노스케   | 쯔지무라 미즈키             | 2019년 3월 1일        |             |                  | 오리지널 작품                                                                                                  |
| 40 | 2-15 | 진구의 신공룡                             | 이마이 가즈아키   | 가와무라 겐기               | 2020년 8월 7일        |             |                  | 도라에몽 50주년 기념 영화 작품                                                                                 |
| 41 | 2-16 | 진구의 우주소전쟁 2021                    | 야마구치 스스무   | 사토 다이                   | 2022년 3월 4일        |             |                  | 제6작 《노비타의 우주소전쟁》의 리메이크작                                                                     |
| 42 | 2-17 | 진구와 하늘의 유토피아                    | 도야마 타쿠미     | 고사와 료타                 | 2023년 3월 3일        |             |                  | 오리지널 작품                                                                                                  |
| 43 | 2-18 | 진구의 지구 교향곡                        | 이마이 카즈아키   | 우츠미 테루코               | 2024년 3월 1일        |             |                  | 오리지널 작품                                                                                                  |
| 44 | 2-18 | 진구의 그림이야기                         | 테라모토 유키요   | 이토 사토시                 | 2025년 3월 7일 (예정) |             |                  | 오리지널 작품                                                                                                  |

### 동시 상영작
《대장편 도라에몽》을 원작으로 하지 않고 다른 메인 타이틀 작품과 병영된 영화 작품들이다.
| #  | 제목                                            | 감독              | 각본                          | 개봉일          | 메인 타이틀                           |
| -- | ----------------------------------------------- | ----------------- | ----------------------------- | --------------- | ------------------------------------- |
| 1  | 도라에몽 난, 모모타로의 뭐지?                   | 간다 다케유키     | 시로야마 노보루               | 1981년 8월 1일  | 21에몽 우주에 어서 오세요             |
| 2  | 도라미짱 미니도라 SOS!!!                        | 모리와키 마코토   | 모토 히라료                   | 1989년 3월 11일 | 도라에몽 노비타의 일본탄생            |
| 3  | 도라미짱 아라라♥소년 산적단!                    | 하라 게이이치     | 마루오 미호                   | 1991년 3월 9일  | 도라에몽 노비타의 도라비안 나이트     |
| 4  | 두근두근 솔러 쿠루마니용                        | 야스미 데쓰오     | 야스미 데쓰오                 | 1992년 3월 7일  | 도라에몽 노비타와 구름의 왕국         |
| 5  | 도라미짱 헬로 공룡 키즈!!                       | 하라 게이이치     | 니시무라 다카시               | 1993년 3월 6일  | 도라에몽 노비타와 브리키의 미궁       |
| 6  | 태양은 친구 힘내라! 소라에몽호                  | 다카하시 쥰       | 다카하시 쥰                   | 1993년 3월 6일  | 도라에몽 노비타와 브리키의 미궁       |
| 7  | 도라미짱 푸른 밀짚 모자                         | 안토우 도시히코   | 마루오 미호                   | 1994년 3월 12일 | 도라에몽 노비타와 몽환삼검사          |
| 8  | 2112년 도라에몽 탄생                            | 요네타니 요시토모 | 요네타니 요시토모             | 1995년 3월 4일  | 극장판 도라에몽: 진구의 천지창조      |
| 9  | 도라미&도라에몽즈 로봇 학교 일곱가지 불가사의!? | 요네타니 요시토모 | 요네타니 요시토모 데라다 겐지 | 1996년 3월 2일  | 도라에몽 노비타와 은하초특급          |
| 10 | 더☆도라에몽즈 괴도 도라팡 수수께끼의 도전장!    | 요네타니 요시토모 | 요네타니 요시토모 데라다 겐지 | 1997년 3월 8일  | 도라에몽 노비타의 태엽도시 모험기     |
| 11 | 더☆도라에몽즈 벌레벌레 뿅뿅 대작전!             | 요네타니 요시토모 | 요네타니 요시토모 데라다 겐지 | 1998년 3월 7일  | 도라에몽 노비타의 남해대모험          |
| 12 | 돌아온 도라에몽                                 | 와타나베 아유무   | 시로야마 노보루               | 1998년 3월 7일  | 도라에몽 노비타의 남해대모험          |
| 13 | 더☆도라에몽즈 이상한 과자한 오카시나나?         | 요네타니 요시토모 | 요네타니 요시토모             | 1999년 3월 6일  | 극장판 도라에몽: 진구의 우주표류기    |
| 14 | 극장판 도라에몽: 진구의 결혼전야                | 와타나베 아유무   | 후지모토 노부유키             | 1999년 3월 6일  | 극장판 도라에몽: 진구의 우주표류기    |
| 15 | 더☆도라에몽즈 두근두근 기관차 대폭주!           | 니시키오리 히로시 | 이케다 마미코                 | 2000년 3월 11일 | 극장판 도라에몽: 진구의 태양왕전설    |
| 16 | 할머니의 추억                                   | 와타나베 아유무   | 후지모토 노부유키             | 2000년 3월 11일 | 극장판 도라에몽: 진구의 태양왕전설    |
| 17 | 도라미&도라에몽즈 우주랜드 위기일발!            | 니시키오리 히로시 | 이케다 마미코                 | 2001년 3월 10일 | 극장판 도라에몽: 진구와 날개의 용사들 |
| 18 | 힘내라! 자이언!!                                | 와타나베 아유무   | 후지모토 노부유키             | 2001년 3월 10일 | 극장판 도라에몽: 진구와 날개의 용사들 |
| 19 | 더☆도라에몽즈 골! 골! 골!!                      | 야스미 데쓰오     | 야스미 데쓰오                 | 2002년 3월 9일  | 극장판 도라에몽: 진구와 로봇왕국      |
| 20 | 내가 태어난 날                                  | 와타나베 아유무   | 후지모토 노부유키             | 2002년 3월 9일  | 극장판 도라에몽: 진구와 로봇왕국      |
| 21 | 도라에몽 어니버서리 25                          | 혼고 미쓰루       | 혼고 미쓰루                   | 2004년 3월 6일  | 극장판 도라에몽: 진구의 시공여행      |

### 기타

#### 복지 영화
도라에몽 켄짱의 모험
- 1981년 7월에 복지 영화로 상영 / 1981년 10월 5일 TV에서 특집 방송
- 일본 전국심신장애아복지재단 제작으로 공민관 등 공공 시설에서의 홀 상영도 있었다.
- 감독 · 연출 - 모토 히라료
- 각본 - 미즈이데 고이치
- 음악 - 기쿠치 슌스케
- 작화 - 나카무라 에이이치

#### 3D 영화
도라에몽: 스탠바이미
- 2014년 8월 8일 개봉
- 시리즈 최초의 3D 영화(2D판도 동시 상영)이다. 일반 영화관에서 여름에 개봉된 영화로는 《난, 모모타로의 뭐지?》 이후 33년만이다.
- 감독 - 야기 류이치 · 야마자키 다카시
- 각본 - 야마자키 다카시

도라에몽: 스탠바이미 2
- 2020년 11월 20일에 개봉.

## 오프닝 테마

### 1기
- 1980년 ~ 1981년 : 〈난 도라에몽〉
  - 노래 - 오오야마 노부요
- 1982년 ~ 2004년 : 〈도라에몽의 노래〉
  - 노래 :
    - 1982년 ~ 1988년 : 오오스기 구미코
    - 1989년 ~ 1997년 / 1999년 / 2001년 ~ 2004년 : 야마노 사토코
    - 1998년 : 요시카와 히나노
    - 2000년 : 빈 소년 합창단

### 2기
- 2006년 ~ 2007년 : 〈껴안아주세요〉
  - 노래 : 나쓰카와 리미
- 2008년 ~ 2017년, 2019년 : 〈꿈을 이루어줘 도라에몽〉
  - 노래 :
    - 2008년 ~ 2014년 / 2016년 ~ 2017년 : mao
    - 2015년 : 미즈타 와사비, 오오하라 메구미, 카카즈 유미, 기무라 스바루, 세키 토모카즈
- 2018년, 2020년 ~ ：OP 없음

## 주제가
1996년 개봉의 《노비타와 은하초특급》까지는 1984년 개봉의 《노비타의 마계대모험》을 제외하고는 다케다 데쓰야가 작사하였다. 그림 콘티를 읽고 작사하여 그 가사에 맞는 곡을 만들 사람에게 곡을 의뢰하는 방식으로 제작되었다. 가수는 초기 2~4작의 경우 이와부치 마코토였지만 1990년대 이후에는 대부분의 악곡을 다케다 데쓰야 또는 1994년에 부활한 카이엔타이가 담당하였다.
다케다 본인이 가장 좋아하는 것으로 인정하고 후지코 F. 후지오도 마음에 들어했던 곡은 《소년기》이다.
후지코 F. 후지오의 사망 후 다케다는 "후지코 선생님께서 돌아가신 지금, 난 도라에몽 영화의 작사를 그만두겠다."(藤子先生が亡くなった今、僕はドラえもんの映画の作詞を引退します)라고 선언하고 작사를 그만두었다. 그 이후부터는 매년 다른 작사가와 작곡가가 작사, 작곡을 담당하고 있다. 그러나 2010년 개봉의 《극장판 도라에몽: 진구의 인어대해전》에서는 영화 30주년을 기념하여 다시 다케다가 삽입곡의 작사와 노래를 담당하였다.
영화 시리즈의 주제가를 맡은 적이 있는 단체나 개인으로는 빈 소년 합창단, 야자와 에이키치, SPEED, 스키마스위치, 아오야마 테루마, 후쿠야마 마사하루 등이 알려져 있다. 또한 고이즈미 교코, 니시다 도시유키, 시마자키 와카코, 요시카와 히나노, 시바사키 고우 등 개봉 당시 아이돌이나 배우로 활약하고 있던 연예인도 담당하였다. 또한 《극장판 도라에몽: 진구와 바람의 마을》, 《극장판 도라에몽: 진구의 시공여행》에서는 개봉 당시 TV판의 엔딩을 사용하기도 했다.
덧붙여 《노비타의 마계대모험》의 주제가인 고이즈미 교코의 〈바람의 마지컬〉은 다른 작품과는 취급이 다르게 영화 개봉 시에만 사용 · 타이업 계약이며 원반권을 보유하고 있는 음악 출판사인 버닝 파브릿 샤즈 및 가수의 매니지먼트 업체인 버닝 프로덕션과 2차 사용에 대한 계약이 어떤 이유로 체결되지 않았기 때문에 발매된 이 작품의 모든 비디오 소프트(1980년대에 발매된 VHS판에서) 및 방송에서 전전작 주제가(〈그러니까 모두〉)가 사용되었다. 또한 이 곡의 CD 수록은 2010년 발매된 컴필레이션 앨범(후술)까지 전혀 이루어지지 않았다.
그러나 많은 작품의 경우에는 주제가가 단순한 "엔딩" 이외에도 이야기 중반의 삽입곡으로도 사용되었다.

## 촬영 방식
항상 마스킹 비스타를 하다가 1993년에 헬로 공룡 키즈!!에서 처음으로 16:9로 촬영했다. 1998년부터 16:9 촬영 방식이 정식으로 도입되었다.

### 내용주
1. ↑  최근에는 탤런트나 배우가 영화의 게스트 성우로 출연하고 있다.
2. ↑  개봉 직후에 발생한 도호쿠 지방 태평양 해역 지진에 따른 자숙 분위기의 확산 등이 원인이 되어 제2기 영화 시리즈 워스트 2위의 흥행 수익이 되었다. 홍보의 자숙도 실시되었기 때문에 예정하고 있었던 홍보 활동을 할 수 없었던 것도 원인의 하나이다.
3. ↑  제2작2기 TV 애니메이션 시리즈에서는 2010년 8월 27일에 방송되었다.

## 같이 보기
- 도라에몽 (1979년 애니메이션)
- 도라에몽 (2005년 애니메이션)
- 후지코 후지오 애니메이션 역사
- 코스모 석유 (상영 기간 동안 JFN계 각국 및 간토 지방의 독립 방송국인 NACK5, FM Yokohama, BayFM에서 일반적 CM 대신 전화풍의 응원 메시지를 흘렸다)